# Capitoli di Arifureta - Il più forte del mondo con un mestiere comune
Questa è la lista dei capitoli dei manga di Arifureta - Il più forte del mondo con un mestiere comune, tratti dall'omonima serie di light novel scritta da Ryō Shirakome e illustrata da Takayaki, edita in Giappone da Overlap.

## Lista volumi

### Arifureta - Il più forte del mondo con un mestiere comune
Un adattamento manga di RoGa ha iniziato la serializzazione sul sito Comic Gardo di Overlap il 22 dicembre 2016. Quindici volumi tankōbon sono stati pubblicati tra il 25 dicembre 2016 e il 25 gennaio 2025.
| 1  | 25 dicembre 2016 | ISBN 978-4-86554-183-0 |
| 1  | Capitoli (traduzioni letterali dei titoli) - 0. L'inizio (始まり?, Hajimari) - 1. Evocato in un altro mondo (異世界召喚?, Isekai shōkan) - 2. Incarichi (天職?, Tenshoku) - 3. Il grande labirinto di Orcus (オルクス大迷宮?, Orukusu dai meikyū) - 4. Le profondità dell'abisso (奈落の底?, Naraku no soko) - 5. Disperazione (絶望?, Zetsubō) - 6. Un nuovo potere (新たなる力?, Aratanaru-ryoku) - 7. L'incontro (出会い?, Deai) - Extra. Un'introduzione fatidica (その出会いは、運命だった?, Sono deai wa, unmei datta)                                                                                              |                        |
| 2  | 25 settembre 2017 | ISBN 978-4-86554-261-5 |
| 2  | Capitoli (traduzioni letterali dei titoli) - 8. Yue (ユエ?, Yue) - 9. Fiamma azzurra (蒼天?, Sōten) - 10. Le abitudini alimentari di Yue (ユエの食事?, Yue no shokuji) - 11. Un campo di fiori (お花畑?, Ohanabatake) - 12. Il centesimo piano (百層目?, Hyaku-sō-me) - 13. Sconfitta (喪失?, Sōshitsu) - 14. La conclusione (決着?, Ketchaku) - 14.5. Oscar Orcus (オスカー・オルクス?, Osukā Orukusu) - Extra. DI già?! (さっそく出たな!??, Sassoku deta na!?) |                        |
| 3  | 25 aprile 2018 | ISBN 978-4-86554-343-8 |
| 3  | Capitoli (traduzioni letterali dei titoli) - 15. Shea Haulia (シア・ハウリア?, Shia Hauria) - 16. La tribù Haulia (ハウリア族?, Hauria-zoku) - 17. Verbergen, il paese degli uomini bestia (亜人国フェアベルゲン?, Ahito-koku feaberugen) - 18. Dieci giorni (十日間?, Tōkakan) - 19. Scatenando (旅立ち?, Tabidachi) - 20. Il labirinto di Reisen (ライセン大迷宮?, Raisen dai meikyū) - Extra. Non farti un'idea sbagliata, d'accordo?! Non siamo ancora amici, OK?! (勘違いしないで!?まだ友達なんかじゃないんだからね!??, Kanchigai shinaide!? Mada tomodachi nanka janai ndakara ne!?)                                |                        |
| 4  | 25 dicembre 2018 | ISBN 978-4-86554-435-0 |
| 4  | Capitoli (traduzioni letterali dei titoli) - 21. Grande labirinto da batticuore!? (ドキワク大迷宮!??, Doki waku dai meikyū!?) - 22. Miledi Reisen (ミレディ・ライセン?, Miredi Raisen) - 23. Battaglia decisiva (決戦?, Kessen) - 24. Momento critico (正念場?, Shōnenba) - 25. Posizione del labirinto (迷宮の在処?, Meikyū no arika) - 26. Alla locanda (宿にて?, Yado nite) - Extra. Ho fatto amicizia... più o meno... (と、友達が……できました（〃ﾟдﾟ〃）モジモジ?, To, tomodachi ga…… dekimashita (〃°Д°〃) mojimoji) - Bonus. Il mega restyling di Miledi-Chan (ミレディちゃん大改造！！?, Miredi-chan dai kaizō!!) |                        |
| 5  | 25 giugno 2019 | ISBN 978-4-86554-505-0 |
| 5  | Capitoli (traduzioni letterali dei titoli) - 27. Sotto attacco (襲撃?, Shūgeki) - 28. Richiesta (依頼?, Irai) - 29. Riunione (再会?, Saikai) - 30. Incontro (遭遇?, Sōgū) - 31. Scontro (激突?, Gekitotsu) - 32. Tio Klarus (ティオ･クラルス?, Tio Kurarusu) - Extra. Insegnante? Sembra più una "piccola creatura carina" (先生？いえ、小動物モドキです?, Sensei? Ie, shōdōbutsu modokidesu) |                        |
| 6  | 25 aprile 2020 | ISBN 978-4-86554-652-1 |
| 6  | Capitoli (traduzioni letterali dei titoli) - 33. Nuovo equipaggiamento (新装備?, Shin sōbi) - 34. La spada della dea (女神の剣?, Megami no ken) - 35. Vista futura (未来視?, Mirai-shi) - 36. Demoni (魔人族?, Majin-zoku) - 37. Conflitto (葛藤?, Kattō) - 38. Il passato di Tio (ティオの過去?, Tio no kako) - Extra. Yue non approva! Esatto, non ne vuole sapere! (ユエさんは許しません！ええ、絶対に許しません！?, Yue-san wa yurushimasen! E e, zettai ni yurushimasen!) |                        |
| 7  | 25 ottobre 2020 | ISBN 978-4-86554-770-2 |
| 7  | Capitoli (traduzioni letterali dei titoli) - 39. Ritorno (帰還?, Kikan) - 40. Date (デート?, Dēto) - 41. Myu (ミュウ?, Myū) - 42. Papà (パパ?, Papa) - 43. La nostra guerra (私達の戦争?, Watashitachi no sensō) - 44. Dramma economico (三文芝居?, Sanmon shibai) - Extra. Un metodo singolare per calmare abilmente il mio traboccante istinto materno (溢れ出る母柱への、たった一つのた冴えた鎮め方?, Afure deru haha hashira e no, tatta hitotsu nota saeta shizume-kata) |                        |
| 8  | 25 aprile 2021 | ISBN 978-4-86554-898-3 |
| 8  | Capitoli (traduzioni letterali dei titoli) - 45. Hajime Nagumo (南雲ハジメ?, Nagumo Hajime) - 46. Quella persona (あの方?, Ano kata) - 47. Kaori Shirasaki (白崎香織?, Shirasaki Kaori) - 48. Quello che voglio (欲しいもの?, Hoshīmono) - 49. Ducato di Ankaji (アンカジ公国?, Ankaji kōkoku) - Extra. L'acuta intuizione femminile di una principessa vampira (吸血姫様の冴え渡る女の勘?, Kyūketsu hime-sama no saewataru on'na no kan) - Bonus. Teatro: il partner di stasera è...? (今宵のお相手は？?, Koyoi no o aite wa?)                                                                                           |                        |
| 9  | 25 dicembre 2021 | ISBN 978-4-8240-0071-2 |
| 9  | Capitoli (traduzioni letterali dei titoli) - 50. Fondo dell'oasi (オアシスの底?, Oashisu no soko) - 51. Vulcano Gruen (グリューエン大火山?, Gurūen kazan) - 52. Guardalo bene (ちゃんと見て?, Sore wa chanto mite) - 53. Guardian (ガーディアン?, Gādian) - 54. Condizioni di completamento (クリア条件?, Kuria jōken) - Extra. Registro di osservazione di Yue dell'inquietante ma accattivante Kaori (ユエのヤンかわ香織観察記?, Yue no yan ka wa Kaori kansatsu-ki) |                        |
| 10 | 25 maggio 2022 | ISBN 978-4-8240-0201-3 |
| 10 | Capitoli (traduzioni letterali dei titoli) - 55. Freid Bagwa (フリード・バグアー?, Furīdo Baguā) - 56. Conversione del dolore (痛覚変換?, Tsūkaku henkan) - 57. Grande eruzione (大噴火?, Dai funka) - 58. Tritoni (海人族?, Umibito-zoku) - 59. Erisen (エリセン?, Erisen) - Extra. Abbiamo appena avuto un piccolo Tete a Tete (二人つきいで OHANASHI しただけなのに?, Futari-tsuki i de OHANASHI shita dakenanoni) |                        |
| 11 | 25 gennaio 2023 | ISBN 978-4-8240-0399-7 |
| 11 | Capitoli (traduzioni letterali dei titoli) - 60. Rovine sottomarine (海底遺跡?, Kaitei iseki) - 61. Cimitero delle navi (船の墓場?, Fune no hakaba) - 62. Party (パーティー?, Pātī) - 63. Importante (大切?, Taisetsu) - 64. Il potere della restaurazione (再生の力?, Saisei no chikara) - Extra. Sei senza cuore? (人のふがないの？?, Hito no fu ga nai no?) |                        |
| 12 | 25 luglio 2023 | ISBN 978-4-8240-0569-4 |
| 12 | Capitoli (traduzioni letterali dei titoli) - 65. Persone adorabili (素敵な人達?, Sutekina hitotachi) - 66. Fai attenzione (いってらっしゃい?, Itte rasshai) - 67. Principessa (王女様?, Ōjo-sama) - 68. Il vuoto (虚ろ?, Utsuro) - 69. Irregular (イレギュラー?, Iregyurā) - Extra. Non dimenticherò mai quel calore (あの温かさを忘わない?, Ano atataka-sa o wasureru wa nai) |                        |
| 13 | 25 gennaio 2024 | ISBN 978-4-8240-0723-0 |
| 13 | Capitoli (traduzioni letterali dei titoli) - 70. Persona amata (愛しき人?, Itoshiki hito) - 71. Mostro (化け物?, Bakemono) - 72. Per Hajime (ハジメの為?, Hajime no tame) - 73. Ricordo (懐刻?, Futokoro koku) - 74. Pezzi per ammazzare il tempo (暇つぶしの駒?, Himatsubushi no koma) - Extra. Non so che faccia dovrei fare in un momento come questo (こんな時、どんな顔をしたら いいのか分からないの?, Kon'na toki, don'na kao o shitara ī no ka wakaranai no) |                        |
| 14 | 25 maggio 2024 | ISBN 978-4-8240-0841-1 |
| 14 | Capitoli (traduzioni letterali dei titoli) - 75. Aura d'argento (銀色のオーラ?, Gin'iro no Ōra) - 76. Abilità dell'agricoltore (作農師スキル?, Saku nō-shi Sukiru) - 77. Il fumo dell'inizio (始まりの狼煙?, Hajimari no noroshi) - 78. Il mio motivo originale (僕流オリジナル?, Boku-ryū Orijinaru) - 79. Combatterò (私は戦う?, Watashi wa tatakau) - Extra. Cosa pensa in quel momento (その時、彼女が想うこと?, Sonotoki, kanojo ga omou koto) |                        |
| 15 | 25 gennaio 2025 | ISBN 978-4-8240-1042-1 |
| 15 | Capitoli (traduzioni letterali dei titoli) - 80. Cosa sta succedendo? (どうなってやがる?, Dō natte ya garu) - 81. Perdente (敗者?, Haisha) - 82. Corpo originale (元の身体?, Gen no karada) - 83. Il mio nuovo corpo (新しい私の身体?, Atarashī watashi no karada) - 84. Umanità (人間らしさ?, Ningenrashi-sa) - Extra. Non mi piace davvero questo ragazzo (こいつはやっぱり気にくわないっ?, Koitsu wa yappari ki ni kuwanai) |                        |
| 16 | 25 agosto 2025 | ISBN 978-4-8240-1322-4 |

#### Capitoli non ancora in formato tankōbon
Questa lista è suscettibile di variazioni e potrebbe essere incompleta o non aggiornata.

- 85. Ricompensa (ご褒美?, Gohōbi)
- 86. Non capisco davvero (よくわからない?, Yoku wakaranai)
- 87. È passato un po' di tempo! (お久しぶりです！?, Ohisashiburi desu!)
- 88. La mano dell'Impero (帝国の手?, Teikoku no te)

### Arifureta nichijō de sekai saikyō
Uno spin-off in chiave yonkoma disegnato da Misaki Mori, intitolato Arifureta nichijō de sekai saikyō (ありふれた日常で世界最強?), ha iniziato la serializzazione sul sito web Comic Gardo di Overlap l'11 luglio 2017.
| 1 | 25 aprile 2018 | ISBN 978-4-86554-342-1 |
| 1 | Capitoli (traduzioni letterali dei titoli) - 1. L'inizio del viaggio (旅の始まり?, Tabi no hajimari) - 2. Incontro con il popolo dei conigli (兎人族との遭遇?, Tojin-zoku to no sōgū) - 3. Città di Brook (ブルックの町?, Burukku no machi) - 4. Grande labirinto di Reisen - Prima parte (ライセン大迷宮①?, Raisen dai meikyū ①) - 5. Grande labirinto di Reisen - Seconda parte (ライセン大迷宮②?, Raisen dai meikyū ②) - 6. A Furen (フューレンへ?, Fyūren e) - 7. Drago nero (黒竜?, Kokuryū) - 8. La sorella maggiore del popolo dei draghi - Prima parte (竜人族のお姉さん ①?, Ryūjin zoku no onēsan ①) - 9. La sorella maggiore del popolo dei draghi - Seconda parte (竜人族のお姉さん ②?, Ryūjin zoku no onēsan ②) - 10. Il turno di Shia (シアのターン?, Shia no Tān) - 11. Signora del popolo del mare (海人族のお嬢さん?, Kaijin zoku no ojōsan) - 12. Una preoccupazione non convenzionale per mia figlia (娘さんへの頓珍漢な気遣い?, Musume-san e no tonchinkan'na kidzukai) |                        |
| 2 | 25 dicembre 2018 | ISBN 978-4-86554-434-3 |
| 2 | Capitoli (traduzioni letterali dei titoli) - 13. Riunione (再会?, Saikai) - 14. Io non perderò (負けないもん?, Makenai mon) - 15. Città del deserto (砂漠の街?, Sabaku no machi) - 16. Labirinto vulcanico (火山の迷宮?, Kazan no meikyū) - 17. Angoscia (遭難?, Sōnan) - 18. La mamma di Myu (ミュウのお母さん?, Myū no okāsan) - 19. Rovine sottomarine di Merzine (メルジーネ海底遺跡?, Merujīne kaitei iseki) - 20. Addio per un po' (しばしの別れ?, Shibashi no wakare) - 21. Deviazione (寄り道?, Yorimichi) - 22. Noint (ノイント?, Nointo) - 23. Nuovo corpo (新しい体?, Atarashī karada) - 24. Dopo processo (事後処理?, Jigo shori) |                        |
| 3 | 25 giugno 2019 | ISBN 978-4-86554-506-7 |
| 3 | Capitoli (traduzioni letterali dei titoli) - 25. Fernil (フェルニル?, Feruniru) - 26. Conigli, di nuovo (兎人族、ふたたび?, Tojin-zoku, fautatabi) - 27. L'infiltrazione dell'Impero (帝国潜入?, Teikoku sen'nyū) - 28. Imperatore Gajardo (皇帝ガハルド?, Kōtei Gaharudo) - 29. Party (パーティー?, Pātī) - 30. Ussausa (ウッサウサ?, Ussausa) - 31. Pubblicazione (解放?, Kaihō) - 32. Trasformare (変身?, Henshin) - 33. Sogno (夢?, Yume) - 34. Prove di Jukai (樹海の試練?, Jukai no shiren) - 35. Inversione (反転?, Hanten) - 36. Nuora Shea (嫁シア?, Yome Shia) |                        |
| 4 | 25 aprile 2020 | ISBN 978-4-86554-653-8 |
| 4 | Capitoli (traduzioni letterali dei titoli) - 37. Giocare sulla neve (雪遊び?, Yuki asobi) - 38. Labirinto di neve (雪の迷宮?, Yuki no meikyū) - 39. Voce del cuore (心の声?, Kokoro no koe) - 40. Combatti con te stesso (己との戦い?, Onore to notatakai) - 41. Il vero me (本当の私?, Hontō no watashi) - 42. Il me del passato (過去の自分?, Kako no jibun) - 43. Una donna per amica? (女の友情？?, On'na no yūjō?) - 44. Le sue prove (彼女の試練?, Kanojo no shiren) - 45. Persone drago che vivono nel presente (今を生きる竜人族?, Imawoikiru Ryūjinzoku) - 46. Prova dei coraggiosi (勇者の試練?, Yūsha no shiren) - 47. I progressi della fanciulla (乙女の進歩?, Otome no shinpo) - 48. Un altro apostolo (使徒再び?, Shito futatabi) |                        |
| 5 | 25 gennaio 2023 | ISBN 978-4-8240-0398-0 |
| 5 | Capitoli (traduzioni letterali dei titoli) - 49. Benvenuto al castello dei demoni (ようこそ魔王城?, Yōkoso maō-jō) - 50. Yuehito (ユエヒト?, Yuehito) - 51. Privato di una persona importante (大事な人を奪われて?, Daijina hito o ubawa rete) - 52. Riunione di contromisura (対策会議?, Taisaku kaigi) - 53. La preparazione di ognuno (それぞれの準備?, Sorezore no junbi) - 54. Il potere della raccolta (集まる力?, Atsumaru chikara) - 55. La forma dell'amore? (愛のカタチ？?, Ai no katachi?) - 56. Sei anche un Hajimenista (君もハジメニスト?, Kimi mo Hajimenisuto) - 57. Con me, insetti e Suzu (私と虫と鈴と?, Watashi to mushi to Suzu to) - 58. La notte prima della battaglia decisiva (決戦前夜?, Kessen zen'ya) - 59. Dopo la battaglia... (戦いのあとは…?, Tatakai no ato wa...) - 60. Canale santuario (神域チャンネル?, Shin'iki Channeru) - 61. Il viaggio del più forte (最強の旅?, Saikyō no tabi)                                                                 |                        |

### Arifureta shokugyō de sekai saikyō Zero
Un adattamento della light novel prequel Arifureta shokugyō de sekai saikyō Zero di Ataru Kamichi è stato serializzato dal 23 febbraio 2018 all'8 giugno 2022 sul sito web di Comic Gardo.
| 1 | 25 luglio 2018 | ISBN 978-4-86554-381-0 |
| 1 | Capitoli (traduzioni letterali dei titoli) - 1. L'incontro iniziale (始まりの出会い?, Hajimari no deai) - 2. Sollecitazione (勧誘?, Kan'yū) - 3. Miledi Reisen (ミレディ・ライセン?, Miredi Raisen) - 4. Libero arbitrio (自由な意志?, Jiyūna ishi) - Extra. Mi hai reso una persona (貴女が、私を人にした?, Kijo ga, watashi o hito ni shita) |                        |
| 2 | 25 dicembre 2018 | ISBN 978-4-86554-433-6 |
| 2 | Capitoli (traduzioni letterali dei titoli) - 5. Persona ammirata (憧れの人?, Akogare no hito) - 6. Solo un coltivatore (ただの錬成師?, Tada no rensei-shi) - 7. Divinità soldato (神の兵士?, Kami no heishi) - 8. Reisen e Orcus (ライセンとオルクス?, Raisen to Orukusu) - Extra. Bell, il mio nuovo viaggio è iniziato (ベル、私の新しい旅が始まったよ?, Beru, watashi no atarashī tabi ga hajimatta yo)                                                                                    |                        |
| 3 | 25 giugno 2019 | ISBN 978-4-86554-507-4 |
| 3 | Capitoli (traduzioni letterali dei titoli) - 9. Fata del deserto (砂漠の妖精?, Sabaku no yōsei) - 10. Visitatore fastidioso (厄介な来訪者?, Yakkaina raihō-sha) - 11. I sentimenti della ragazza (少女の想い?, Shōjo no omoi) - 12. Naiz Gruen (ナイズ･グリューエン?, Naizu Guryūen) - 13. Apostolo di Dio (神の使徒?, Kami no shito) - Extra. Cambiamo il mondo! (さぁ、世界を変えるぜ！?, Sa, sekai o kaeru ze!)                                                                            |                        |
| 4 | 25 aprile 2020 | ISBN 978-4-86554-654-5 |
| 4 | Capitoli (traduzioni letterali dei titoli) - 14. Scontro mortale (死闘?, Shitō) - 15. Insediamento (決着?, Ketchaku) - 16. Di nuovo con quel nome (もう一度その名で?, Mōichido sono nade) - 17. Da ovest a ovest (西へ西へ?, Nishi e nishi e) - 18. Andika (アンディカ?, Andika) - 19. Fantasma che uccide i pirati (海賊殺しのゴーストシップ?, Kaizoku-goroshi no Gōsuto Shippu) - Extra. Il cosplay è il gusto di una signora! (コスプレは淑女の嗜み！?, Kosupure wa shukujo no tashinami!) |                        |
| 5 | 25 ottobre 2020 | ISBN 978-4-86554-769-6 |
| 5 | Capitoli (traduzioni letterali dei titoli) - 20. La vera identità del santo (聖女の正体?, Seijo no shōtai) - 21. Sorella (姉?, Ane) - 22. Passi striscianti (忍び寄る足音?, Shinobiyoru Ashioto) - 23. La punizione d'esecuzione divina (神罰執行?, Shinbatsu shikkō) - 24. Vero splendore (本当の輝き?, Hontō no kagayaki) - 25. Solo un eretico! (ただの異端者だ！?, Tada no itan-shada!) - Extra. Voglio chiamarti mia sorella (貴女を姉と呼びたくて?, Kijo o ane to yobitakute)           |                        |
| 6 | 25 aprile 2021 | ISBN 978-4-86554-897-6 |
| 6 | Capitoli (traduzioni letterali dei titoli) - 26. Raus Burn (ラウス・バーン?, Rausu Bān) - 27. Grandi idioti (大馬鹿者達?, Ōbakamono-tachi) - 28. Scontrarsi di nuovo (激突再び?, Gekitotsu futatabi) - 29. Bahar Devold (バハール･デヴォルト?, Bahāru Devoruto) - 30. Sei morto! (死んでたまるか！?, Shinde tamaru ka!) - Extra. Anch'io sono umana! (私は一人の人間だ！?, Watashi wa hitori no ningenda!)                                                                                    |                        |
| 7 | 25 dicembre 2021 | ISBN 978-4-8240-0070-5 |
| 7 | Capitoli (traduzioni letterali dei titoli) - 31. Mitica battaglia (神話の戦い?, Shinwa no tatakai) - 32. Scelte rispettive (それぞれの選択?, Sorezore no sentaku) - 33. Meiru Melusine (メイル・メルジーネ?, Meiru Merujīne) - 34. Sostenitore (支援者?, Shien-sha) - 35. Incursione (襲撃?, Shūgeki) - 36. A sud (南へ?, Minami e) - Extra. Con l'obiettivo di essere una vera strega (本当の魔法使いを目指して?, Hontō no mahōtsukai o mezashite)                                           |                        |
| 8 | 25 giugno 2022 | ISBN 978-4-8240-0200-6 |
| 8 | Capitoli (traduzioni letterali dei titoli) - 37. Operazione di salvataggio (救出作戦?, Kyūshutsu sakusen) - 38. Signore dei demoni Rasul (魔王･ラスール?, Maō Rasūru) - 39. Fratello (兄弟?, Kyōdai) - 40. Contrattacco (反撃?, Hangeki) - 41. Verità (真実?, Shinjitsu) - 42. Il potere dell'umanità (人の力?, Hito no chikara) - 43. Una storia che porta a uno (一に至る物語?, Ichi ni itaru monogatari)                                                                                   |                        |

### Arifureta gakuen de sekai saikyō
Un ulteriore spin-off disegnato da Misaki Mori e intitolato Arifureta gakuen de sekai saikyō (ありふれた学園で世界最強?) è stato serializzato sul sito web Comic Gardo di Overlap dal 24 aprile 2020 al 2 luglio 2021. I capitoli sono stati raccolti in due volumi tankōbon pubblicati dal 25 ottobre 2020 al 25 dicembre 2021.
| 1 | 25 ottobre 2020 | ISBN 978-4-86554-768-9 |
| 1 | Capitoli (traduzioni letterali dei titoli) - 1. Il caso dell'insegnante Yue (ユエ先生の場合?, Yue sensei no baai) - 2. Il caso di Shea (シアの場合?, Shia no baai) - 3. Il caso di Kaori (香織の場合?, Kaori no baai) - 4. Il caso della presidente Tio (ティオ理事長の場合?, Tio rijichō no baai) - 5. Un grande incontro atletico senza onore (仁義なき大運動会?, Jingi naki dai undōkai) |                        |
| 2 | 25 dicembre 2021 | ISBN 978-4-8240-0069-9 |
| 2 | Capitoli (traduzioni letterali dei titoli) - 6. Operazione di eliminazione delle bombe (オペレーション爆弾処理?, Operēshon bakudan shori) - 7. I giorni neri degli Apostoli (使徒さん達のブラックな日々?, Shito-san-tachi no Burakkuna hibi) - 8. Le interessanti elezioni presidenziali (私利私欲の会長選挙?, Shiri shiyoku no kaichō senkyo) - 9. L'inizio della gita (旅立ちの校外実習?, Tabidachi no kōgai jisshū) - 10. La cerimonia d'ingresso della scoperta dell'incidente (事案発覚の入学式?, Jian hakkaku no nyūgakushiki) |                        |